# Amelia FitzClarence
Amelia FitzClarence, vicomtesse Falkland (21 mars 1807 – 2 juillet 1858), est une noble britannique. Elle est la cinquième fille illégitime de Guillaume IV du Royaume-Uni  (alors duc de Clarence) et de sa maîtresse Dorothea Jordan.

## Biographie
Amelia a quatre sœurs et cinq frères, tous surnommé FitzClarence. Quand leur père devient monarque, les FitzClarence sont élevés au rang des plus jeunes enfants d'un marquis. Petite-fille de George III, Amelia est nommée en l'honneur de sa tante, la Princesse Amelia.
Elle épouse Lucius Cary (10e vicomte Falkland) en 1830. Ils ont un fils, Lucius William Charles Frederick Cary, Maître de Falkland (24 novembre 1831 – 6 août 1871), qui épouse Sarah Christiana Keighly (d. 4 octobre 1902), mais il meurt sans enfants. Amelia est morte à Londres, le 2 juillet 1858.